# Arrangement in Grau und Schwarz: Porträt der Mutter des Künstlers
Arrangement in Grau und Schwarz: Porträt der Mutter des Künstlers (englisch: Arrangement in Grey and Black: The Artist’s Mother) ist eines der bekanntesten Gemälde des amerikanischen Künstlers James Abbott McNeill Whistler.
Der geläufige englische Titel des Bildes ist Whistler’s Mother (deutsch: Whistlers Mutter).

## Geschichte
Das Porträt stellt Whistlers Mutter dar und wurde 1871 im Format 144,3 × 162,4 cm mit Öl auf Leinwand gemalt. Es zeigt seine Mutter Anna, die im Ganzkörperprofil sitzend dargestellt ist.
Die 67-jährige Anna McNeill Whistler saß Modell für dieses Bild während ihres Aufenthaltes in London. Angeblich wollte Whistler sein Modell ursprünglich stehend darstellen, was aber seiner Mutter zu beschwerlich war.

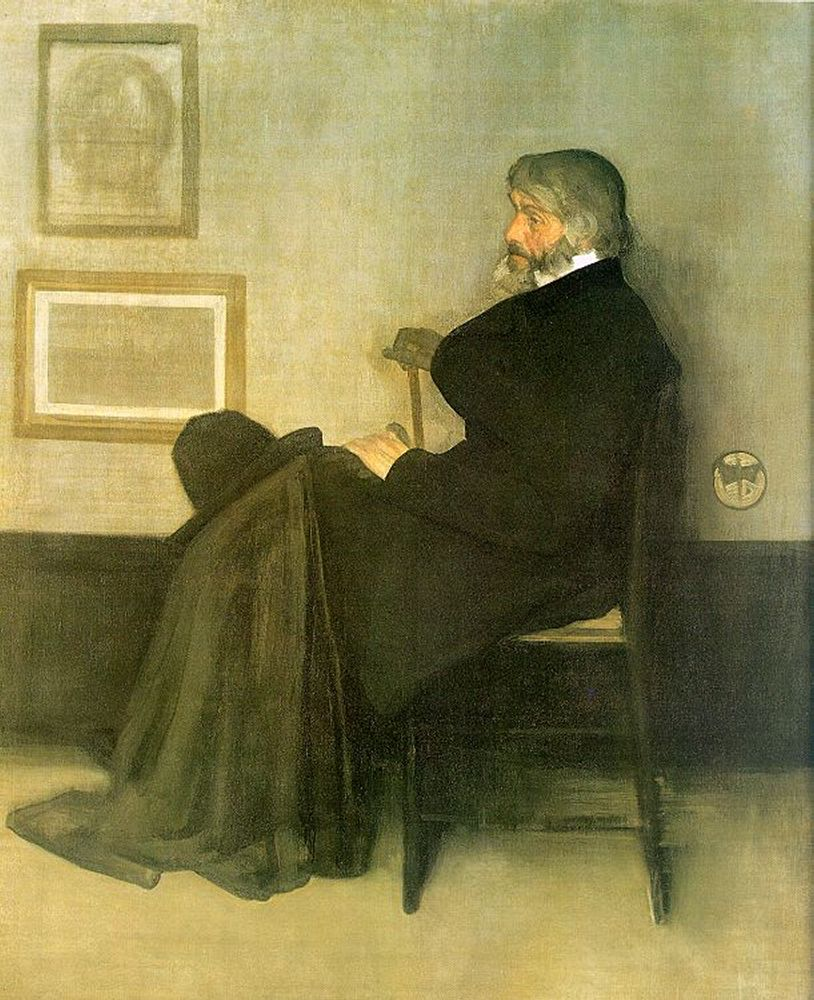
Arrangement in Grau und Schwarz, No. 2 (Thomas Carlyle)

Ein weiteres Porträt aus der „Arrangements“-Serie zeigt den  schottischen Essayisten und Historiker Thomas Carlyle, der – nachdem er das Bild gesehen hatte – bereit war, für ein ähnliches Porträt Modell zu sitzen.
Erstmals öffentlich gezeigt wurde Whistlers Mutter 1872 auf der 104th Exhibition of the Royal Academy of Arts in London. Es befindet sich seit 2019 wieder im Musee d’Orsay.

## Bekanntheit durch andere Medien

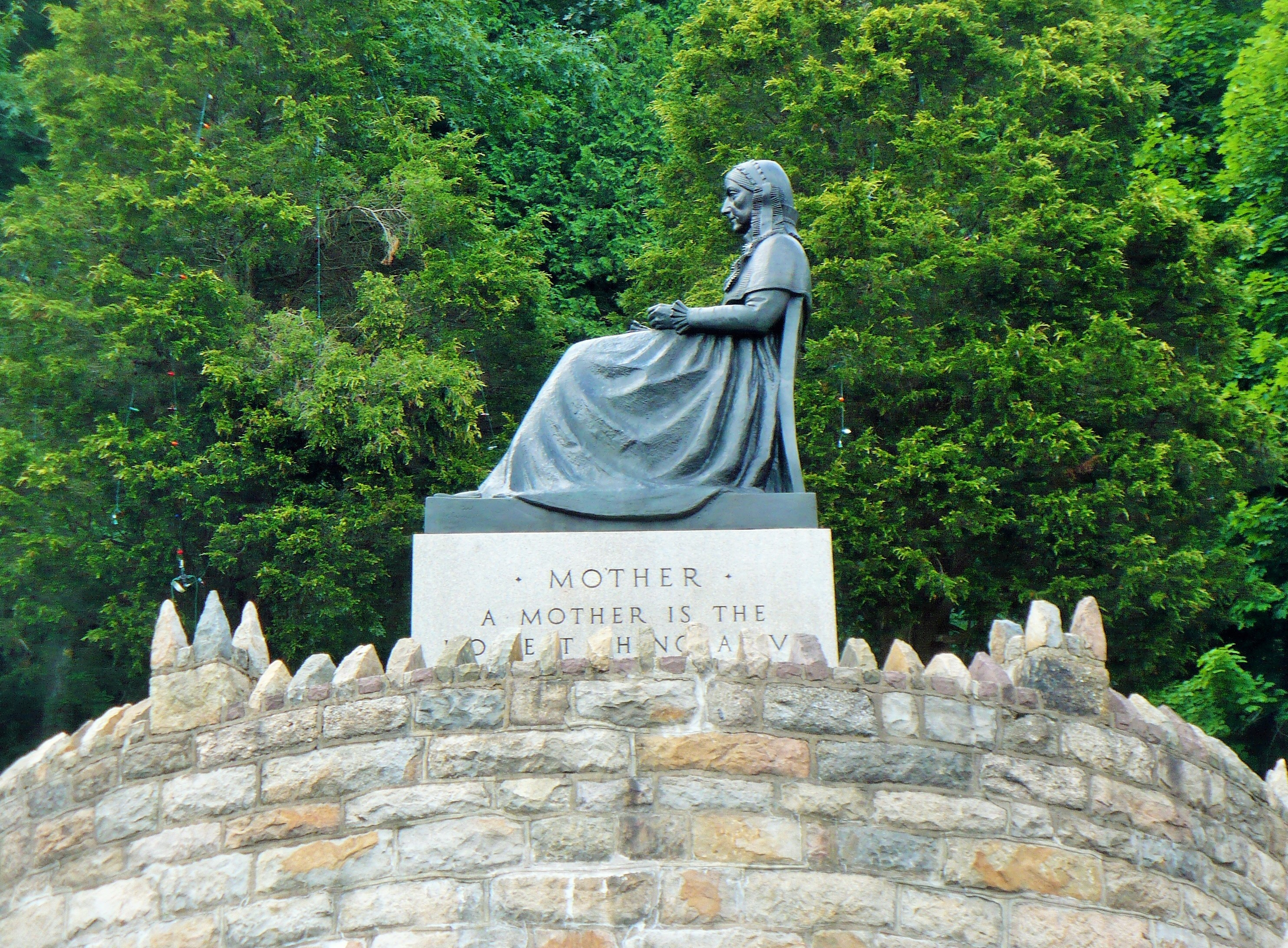
„Mothers’ Memorial“ in Ashland

Das Bild ist besonders im angelsächsischen Kulturkreis sehr bekannt und wird immer wieder zitiert. Beispiele sind:
- Die 1938 eingeweihte große bronzene Statue „Mothers’ Memorial“ („Mütterdenkmal“) in Ashland (Pennsylvania) ist dem Gemälde nachempfunden.
- Im Film Der Windhund und die Lady von 1947 soll ein attraktives Werbephoto aufgenommen werden, mit einer jungen Frau, nackt im halb durchsichtigen Kleid. Sie ist empört über die Zumutung, so dass ihr Agent auf eigenes Risiko ein langes Abendkleid vorschlägt. Der Auftraggeber tobt deswegen mit dem Agenten; statt eines Pin-up-Girls brächte er Whistler's Mother. Das Bild dient hier als Symbol für Alter und Farblosigkeit.
- Im Film Der Glückspilz von 1966 hängt eine Kopie des Bildes im Apartment des Harry Hinkle, der von Jack Lemmon gespielt wird.
- Im Film Batman von 1989 ist das Bild kurz in einem Kunstmuseum zu sehen und wird neben anderen Bildern vom Joker und seinen Vasallen mit Farbe bespritzt.
- Im Film Die nackte Kanone 2½ von 1991 besitzt die Figur Dr. Meinheimer ein Muttermal in Form von Whistler’s Mother (“a mole shaped like Whistler’s Mother”). Da der Bekanntheitsgrad des Porträts in Deutschland offensichtlich zu gering erschien, wurde in der deutschen Synchronisation daraus nur „ein Muttermal in Form einer dicken Frau“.
- Im Film Bean – Der ultimative Katastrophenfilm von 1997 ist das Bild ein Hauptbestandteil der Handlung, bei der gezeigt wird, wie Mr. Bean das Bild versehentlich beschädigt und vergeblich versucht, den Schaden wieder zu beheben. Bei der anschließenden Präsentation des „Gemäldes“ hält er eine improvisierte, aber gelungene Laudatio auf den Künstler und das Gemälde.
- Im Film I Am Legend aus dem Jahr 2007 ist eine Kopie des Bilds in einer schnellen Szene im Treppenhaus des Protagonisten Robert Neville (gespielt von Will Smith) zu sehen (Blu-ray-Zeitcode 1:24:07, DVD-Zeitcode 1:21:18).
- Im Film The Rocky Horror Picture Show ist das Bild ebenfalls zu sehen. Der Kriminologe zeigt im Song Eddies Teddy auf das an der Wand hängende Bild, als er erzählt, welche Sorgen Eddy seiner Mutter bereitet hat.
- Im Film Die Addams Family in verrückter Tradition aus dem Jahr 1993 sieht man das Bild direkt am Anfang (Zeitcode 1:20).
- In einer Episode der Simpsons (Staffel 20, Titel: Ja, diese Biene, die ich meine, die heißt Monty) beschießt ein Milliardärsclub um Mr. Burns das Gemälde mit Pfeil und Bogen.
- Im Film Dinner für Spinner von 2010 zeigt Berry, nachdem er von Tim überfahren worden ist, eine Auswahl von berühmten Gemälden, die er mit präparierten Mäusen nachgemacht hat. Darunter befindet sich auch Whistlers Mutter.